# موسیقی سوینگ
سوینگ یکی از سبکهای فرعی از موسیقی سبک جاز است. این سبک از دهه ۱۹۳۰ (میلادی) در آمریکا رایج شد.
هنرمندانی مانند بنی گودمن، گلن میلر، وودی هرمن، آرتی شاو، فرانک سیناترا و الا فیتزجرالد در این سبک کار کرده‌اند. کاونت بیسی و دوک الینگتون هم از جمله آهنگ‌سازان سوینگ هستند.